# Фарр, Патриша
А́рлин Ра́тледж «Патри́ша» Фарр (англ. Arleine Rutledge Farr; 15 января 1913, Канзас-Сити, Миссури, США — 23 февраля 1948, Бербанк, Калифорния, США) — американская актриса
.

## Биография и карьера
Арлин Ратледж Фарр родилась 15 января 1913 года в Канзас-Сити (штат Миссури, США) в семье Лоренса И. Фарра и Грейс Ратледж. Она выросла в Огдене, штат Юта, где её прапрадед был мэром.
Она работала капельдинером в кинотеатре в Лос-Анджелесе, когда впервые подписала контракт с Paramount Pictures. Она сыграла несколько небольших ролей, прежде чем стала ведущей актрисой в сериале Universal Pictures, состоящем из 12 частей, «Tailspin Tommy». Она прошла обучение в школе компании в студии Fox для своих актёров. Фарр стала одной из 14 молодых женщин, «запущенных по следу кинозвезды». 6 августа 1935 года каждая из них получила шестимесячный контракт с 20th Century Fox, проведя 18 месяцев в учебной школе компании. Контракты включали продление на работу со студией на срок до семи лет.
Кинодебют Фарр состоялся в фильме «Секретный звонок» (1931). На протяжении 1930-х-1940-х годов, она появилась 32-х фильмах.
Фарр скончалась 23 февраля 1948 года от рака поджелудочной железы в Бербанке (штат Калифорния, США) через месяц после своего 35-летия. С 1937 года и до своей смерти была замужем за кастинг-директором Columbia Pictures Уолтоном Робертом Майо, который умер в 1958 году.

## Избранная фильмография
| Год  |   | Русское название     | Оригинальное название | Роль        |
| ---- | - | -------------------- | --------------------- | ----------- |
| 1941 | ф | Мистер и миссис Смит | Mr. & Mrs. Smith      | Глория О'Ди |
| 1942 | ф | Оружие для найма     | This Gun for Hire     | Руби        |